# Necropoli del Mulinello
La necropoli del Mulinello è una necropoli risalente all'età del bronzo situata lungo la valle del fiume Molinello, che attraversa i comuni di Melilli e di Augusta. Oltre alla necropoli, che comprende anche una catacomba paleocristiana, il sito include i resti di un piccolo insediamento neolitico, mentre più a valle si trova il sito archeologico del Petraro con i resti di un villaggio rupestre.
Sullo stesso sito della necropoli sono state rinvenute tracce di un insediamento neolitico (VI-V millennio a.C), con le basi circolari di capanne e i solchi per il drenaggio, e fori circolari sulla roccia calcarea, che servivano per i pali. Nello stesso sito Orsi riscontrò una cisterna di età tardo antica (IV secolo-VI secolo d.C).

## Il sito

### La necropoli
La necropoli dell'età del bronzo si trova a 1,5 km dalla foce del fiume. Le tombe, scoperte da Paolo Orsi nel 1892 sono a grotticella artificiale, con la volta a tholos (tipiche della cultura di Thapsos) e con ingresso monumentale (cornicioni incisi sulla roccia). La ceramica rinvenuta è appartenente al Miceneo III A, tra cui una oinochoe con tre manici.
Inoltre furono rinvenuti anche resti di vasi greci, il che fa presupporre che la necropoli, sebbene riferibile alla cultura di Thapsos, fu riutilizzata durante il periodo greco arcaico (fine del VI secolo), come dimostrano i resti di carraia greca che si presuppone sia la strada che collegava Siracusa all'antica Katane.
Inoltre ulteriori frammenti di ceramica suggeriscono che il sito fu frequentato fino all'età ellenistica, confermato questo dalla presenza della catacomba paleocristiana.

### La catacomba
L'importanza di questo ipogeo è notevole, in quanto oltre a essere stata scoperta e analizzata da Paolo Orsi (1902), fu studiata da Joseph Führer e Viktor Schultze.
Si tratta di una catacomba scavata fra il III e il IV secolo d.C., e utilizzata fino all'inizio dell'età bizantina. L'ingresso è sul fianco della valle, in una balza rocciosa, su una collina chiamata Cozzo del Monaco. Varcato l'ingresso, sono presenti già numerose tombe a parete, presenti in tutti i corridoi che conducono a un grande ambiente. Oltre ai resti di due suggestive tombe a baldacchino (in parte danneggiate), vi sono ovunque tombe a fossa (presenti anche lungo i corridoi), e sulle pareti tombe con grandi arcosoli polisomi.
Purtroppo la catacomba è stata oggetto di depredazioni nel corso dei secoli, quindi i pochi reperti rimasti non possono dirci molto (monili e monete del IV secolo). Inoltre sono presenti solo alcune croci incise e una omega sulla parete.